# Locustella major
El zarzalero piquilargo (Locustella major) es una especie de ave paseriforme de la familia Locustellidae propia de las montañas del sur de Asia.

## Distribución y hábitat
Se encuentra en el Himalaya occidental y las montañas que circuandan la meseta tibetana por el oeste, como las cordilleras Kunlun y Pamir; distribuido por el oeste de China, noroeste de la India y norte de Pakistán. También aparece como divagante por Tayiquistán. Está amenazado por la pérdida de hábitat.